# Deeringia
Deeringia is een geslacht uit de amarantenfamilie (Amaranthaceae). De soorten uit het geslacht komen voor op het atol Aldabra, op het eiland Madagaskar, in (sub)tropisch Azië en in het westelijke deel van het Pacifisch gebied.

## Soorten
- Deeringia amaranthoides (Lam.) Merr.
- Deeringia arborescens (R.Br.) Druce
- Deeringia densiflora Cavaco
- Deeringia humbertiana Cavaco
- Deeringia madagascariensis Cavaco
- Deeringia mirabilis (Eggli) Appleq. & D.B.Pratt
- Deeringia perrieriana Cavaco
- Deeringia polysperma (Roxb.) Moq.
- Deeringia spicata (Thouars) Schinz
- Deeringia tetragyna Roxb.

... · 
Achyranthes · 
Aerva ·
Alternanthera ·
Amaranthus (Amarant) · 
Atriplex (Melde) · 
Axyris · 
Bassia (Zoutkruid) · 
Beta (Biet) · 
Blitum (Spiesganzenvoet) · 
Celosia · 
Chenopodium (Ganzenvoet) · 
Corispermum (Vlieszaad) · 
Dysphania · 
Halimione (Zoutmelde) · 
Halocnemum · 
Halothamnus · 
Haloxylon · 
Kochia · 
Krascheninnikovia · 
Polycnemum (Knarkruid) · 
Patellifolia · 
Ptilotus · 
Pupalia ·
Salicornia (Zeekraal) · 
Salsola (Loogkruid) · 
Spinacia · 
Suaeda · 
Traganum · 
...